# Европейская колонизация Америки
Колонизация Америки производилась европейскими государствами, начиная с путешествия Колумба в 1492 году. Главными европейскими метрополиями, участвующими в колонизации Америки, были Испанская, Португальская, Британская, Российская и Французская империи. В колонизации также участвовали и другие метрополии, которые, однако, быстро потеряли свои колониальные владения. Примерами таких метрополий являются Швеция и Нидерланды.

## История открытия

### Доколумбова эпоха
В настоящее время существует целый ряд теорий и исследований, позволяющих с высокой вероятностью полагать, что европейские путешественники (в частности Финикийцы и Викинги) достигали берегов Америки задолго до экспедиций Колумба. Однако несомненно, что эти контакты не привели к созданию долговременных поселений или установлению прочных связей с новым континентом, и, таким образом, не оказали существенного влияния на исторические и политические процессы как в Старом, так и в Новом Свете.

### Экспедиция Колумба
В 1492 г. Испанская экспедиция под командованием Христофора Колумба достигла берегов острова Сан Сальвадор на Багамских островах. Этот год считается датой открытия Америки европейцами. С этого момента начинается массовая колонизация континента европейцами.

## Колонизация Латинской Америки в XV—XVII веках
Хронология важнейших событий:
- 1492 — Христофор Колумб высаживается на острове Сан-Сальвадор.
- 1499 — Америго Веспуччи и Алонсо де Охеда достигают устья Амазонки.
- 1502 — Веспуччи после второго путешествия окончательно приходит к заключению, что открытый континент не является частью Индии.
- 1513 — После 100-дневного перехода по джунглям Васко Нуньес де Бальбоа пересекает Панамский перешеек и впервые выходит к тихоокеанскому побережью.
- 1513 — Хуан Понсе де Леон отправляется на поиски легендарного фонтана вечной юности. Потерпев неудачу в достижении объекта поисков, он, тем не менее, обнаруживает месторождения золота. Даёт имя полуострову Флорида и объявляет его испанским владением.
- 1519 — Фернандо Кортес входит в Теночтитлан, захватывает Императора Монтесуму, начиная тем самым завоевание империи Ацтеков. Его триумф приводит к 300-летнему испанскому владычеству в Мексике и Центральной Америке.
- 1522 — Паскуаль де Андогойя открывает Перу.
- 1523 — Испания основывает постоянную военную базу и поселение на Ямайке.
- 1531 — Франсиско Писарро вторгается в Перу, уничтожает тысячи индейцев и покоряет Империю Инков, наиболее мощное государство южноамериканских индейцев. Огромное количество инков погибает от занесённой испанцами ветрянки.
- 1536 — Испанские поселенцы основывают Буэнос-Айрес, однако через пять лет вынуждены покинуть город под натиском индейцев.

- 1538 — Основание Боготы[1][2].

История Центральной Америки с 1700 по 1983 год

- 1539 — В Мехико открывается первая типография в Новом Свете.
- 1540 — Открытие Великого Каньона.
- 1541 — Эрнандо де Сото достигает берегов Миссисипи.
- 1541 — Педро де Вальдивия основывает Сантьяго.
- 1551 — Первые университеты основаны в Лиме и Мехико.
- 1553 — Опубликована книга Педро Сьеса де Леона «Хроника Перу», впервые описывающая историю и географию Южной Америки.
- 1565 — Основан Сан-Агустин — первое поселение европейцев (испанцев) на территории современных Соединённых Штатов.
- 1567 — Основание Рио-де-Жанейро.
- 1580 — Повторное основание Буэнос-Айреса.
- 1605 (1609 по другим источникам) — Основание Санта Фе, столицы испанской колонии Нью-Мексико (ныне штат США).

В конце 18 века Южная Америка насчитывала чуть меньше 4 миллионов человек европейского происхождения.
См. также Конкистадор.

## Колонизация Северной Америки (XVII—XVIII века)

История Северной Америки с 1750 по 2000 год

В конце 18 века Северная Америка насчитывала 4,5 миллиона жителей европейского происхождения.
К середине XVI века доминирование Испании на американском континенте было почти абсолютным, колониальные владения, простиравшиеся от мыса Горн до Нью-Мексико, приносили огромные доходы королевской казне. Попытки других европейских государств основать колонии в Америке не увенчались заметными успехами..
Но в то же время стал изменяться баланс сил в Старом Свете: быстро развивающиеся экономики Англии, Франции, Швеции и т. д. Испания постепенно стала утрачивать статус главной европейской сверхдержавы и владычицы морей из-за экономического и политического роста Англии, Франции, Голландии и Швеции. Многолетняя война в Нидерландах, огромные средства, затрачивавшиеся на борьбу с Реформацией по всей Европе, конфликт с Францией ускорили закат Испании. Последней каплей стало поражение в Тридцатилетней войне. После этого Испания отошла в тень, не сумев оправиться от этого удара.
Лидерство в «эстафете» колонизации перешло к Англии, Франции и Голландии.

### Английские колонии
Идеологом английской колонизации Северной Америки выступил известный капеллан Гаклюйт. В 1585 и 1587 годах сэр Уолтер Рэли по приказу Королевы Англии Елизаветы I предпринял две попытки основать постоянное поселение в Северной Америке. Разведывательная экспедиция достигла американского берега в 1584 году и назвала открытое побережье Виргиния (англ. Virginia — «Девственная») в честь «королевы-девственницы» Елизаветы I, никогда не выходившей замуж. Обе попытки закончились неудачей — первая колония, основанная на острове Роанок недалеко от побережья Виргинии, оказалась на грани гибели из-за атак индейцев и недостатка припасов и была эвакуирована сэром Фрэнсисом Дрейком в апреле 1587 года. В июле того же года на остров высадилась вторая экспедиция колонистов численностью 117 человек. Планировалось, что весной 1588 года в колонию прибудут корабли со снаряжением и продовольствием. Однако по разным причинам экспедиция снабжения задержалась почти на полтора года. Когда она прибыла на место, все постройки колонистов были в целости, однако никаких следов людей, за исключением останков одного человека, найдено не было. Точная судьба колонистов не установлена по сей день.
В начале XVII века в дело вступил частный капитал. В 1605 году сразу две акционерные компании получили от короля Якова I лицензии на основание колоний в Виргинии. Следует учитывать, что в то время термином «Виргиния» обозначалась вся территория североамериканского континента. Первая из компаний — «Лондонская Виргинская компания» (англ. Virginia Company of London) — получила права на южную, вторая — «Плимутская компания» (англ. Plymouth Company) — на северную часть континента. Несмотря на то, что официально обе компании провозглашали основной целью распространение христианства, полученная лицензия даровала им право «искать и добывать всеми способами золото, серебро и медь».
20 декабря 1606 года колонисты отправились в плавание на борту трёх судов и после тяжёлого, почти пятимесячного плавания, во время которого несколько десятков людей умерло от голода и болезней, в мае 1607 года достигли Чесапикской Бухты (англ. Chesapeake Bay). В течение следующего месяца ими был построен деревянный форт, названный в честь короля Форт Джеймс (английское произношение имени Яков). Позднее форт был переименован в Джеймстаун — первое постоянное британское поселение в Америке[2].
Официальная историография США считает Джеймстаун колыбелью страны, история поселения и его лидера — капитана Джона Смита (англ. John Smith of Jamestown) освещена во многих серьёзных исследованиях и художественных произведениях. Последние, как правило, идеализируют историю города и населявших его первопроходцев, (например популярный мультфильм Покахонтас). В действительности первые годы колонии были чрезвычайно трудными, в голодную зиму 1609—1610 гг. из 500 колонистов в живых осталось не более 60, и, по некоторым свидетельствам[3], выжившие были вынуждены прибегнуть к каннибализму, чтобы пережить голод.
В последующие годы, когда вопрос физического выживания уже не стоял столь остро, двумя важнейшими проблемами были напряжённые отношения с коренным населением и экономическая целесообразность существования колонии. К разочарованию акционеров «Лондонской Вирджинской Компании», ни золота, ни серебра колонистами найдено не было, и основным товаром, производившимся на экспорт, была корабельная древесина. Несмотря на то, что этот товар пользовался определённым спросом в метрополии, порядком истощившей свои леса, прибыль, как и от других попыток хозяйственной деятельности, была минимальной[4].
Ситуация изменилась в 1612 году, когда фермеру и землевладельцу Джон Рольф (англ. John Rolfe) удалось скрестить местный сорт табака, выращиваемого индейцами, с сортами, завезёнными с Бермудских островов. Получившиеся гибриды были хорошо приспособлены к Вирджинскому климату и в то же время отвечали вкусам английских потребителей. Колония приобрела источник надёжного дохода и на долгие годы табак стал основой экономики и экспорта Вирджинии, а словосочетания «вирджинский табак», «вирджинская смесь» употребляются в качестве характеристик табачных изделий и по сей день[5][6]. Через пять лет экспорт табака составил 20 000 фунтов, ещё через год он был удвоен, а к 1629 году достиг 500 000 фунтов[5]. Джон Рольф оказал ещё одну услугу колонии: в 1614 году ему удалось договориться о мире с местным индейским вождём. Мирный договор был скреплён браком между Рольфом и дочерью вождя, Покахонтас.
В 1619 году произошли два события, оказавшие существенное влияние на всю дальнейшую историю США. В этом году губернатор Джордж Ярдли (англ. George Yeardley) принял решение передать часть власти Совету Бюргеров (англ. House of Burgesses), основав тем самым первое в Новом Свете выборное законодательное собрание. Первое заседание совета состоялось 30 июля 1619 года[7]. В том же году колонистами была приобретена небольшая группа африканцев ангольского происхождения. Хотя формально они не были рабами, а имели длительные контракты без права расторжения, с этого события принято отсчитывать историю рабовладения в Америке[8].
В 1622 году почти четверть населения колонии была уничтожена восставшими индейцами. В 1624 году лицензия Лондонской Компании, дела которой пришли в упадок, была отозвана, и с этого времени Виргиния становится королевской колонией. Губернатор назначался королём, однако совет колонии сохранил значительные полномочия.

### Образование Новой Англии

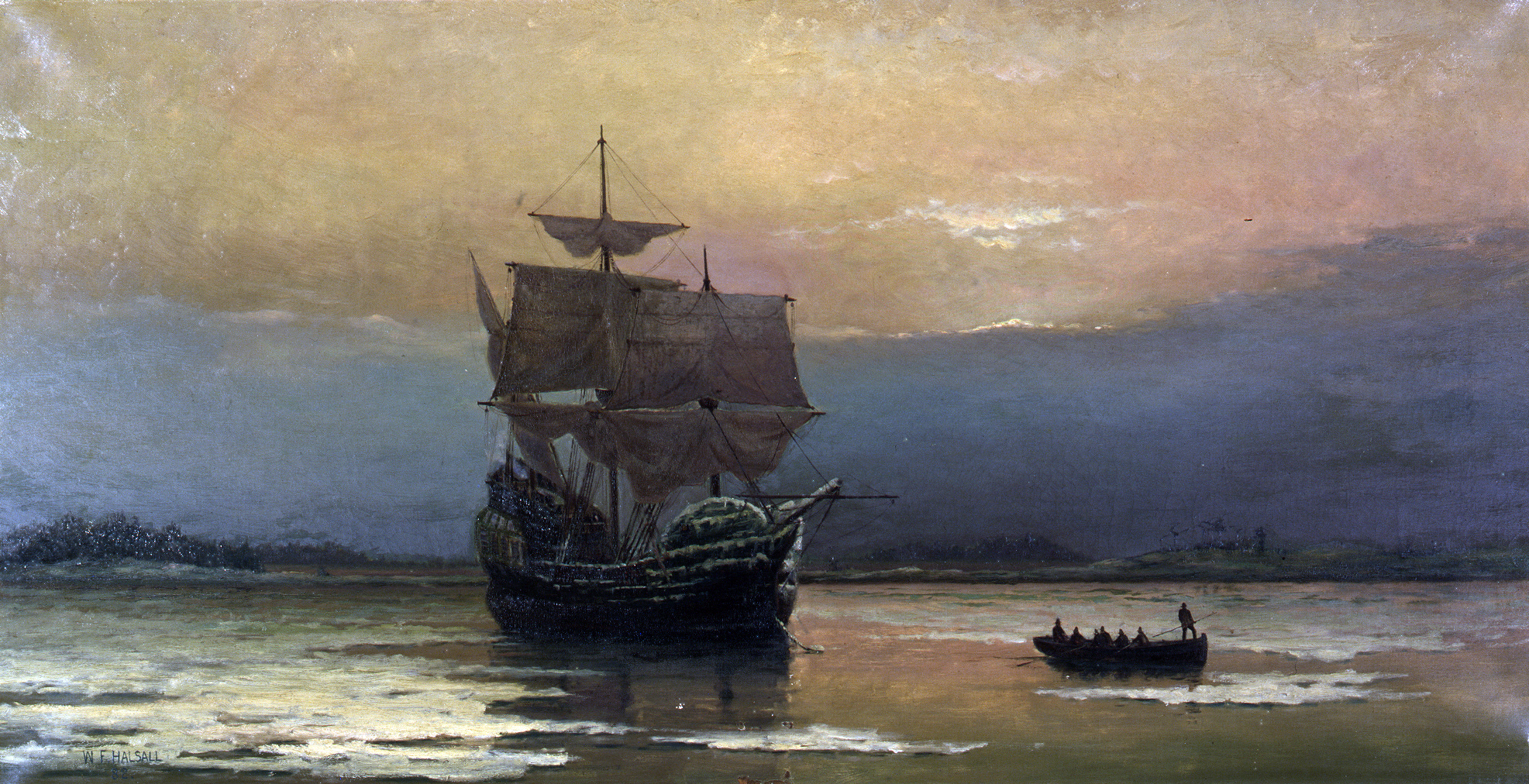
Корабль «Мейфлауэр», который перевез «отцов-пилигримов» в Новый Свет. Халсалл, Уильям, 1882

В сентябре 1620 года на Атлантическое побережье Массачусетса прибыл корабль «Мэйфлауер» со 102 пуританами-кальвинистами («отцы-пилигримы»). Это событие считается началом целеустремлённой колонизации англичанами континента. Они заключили между собой соглашение, получившее название Мэйфлауэрского. В нём нашли отражение в самой общей форме представления первых американских колонистов о демократии, самоуправлении и гражданских свободах. Позже были заключены аналогичные соглашения между колонистами Коннектикута, Нью-Гэмпшира и Род-Айленда.
Место для создания в 1620 году Плимута (Массачусетс) — первой английской колонии в Новом Свете — было «расчищено» страшнейшей эпидемией оспы среди индейцев в 1617—1619 годах..

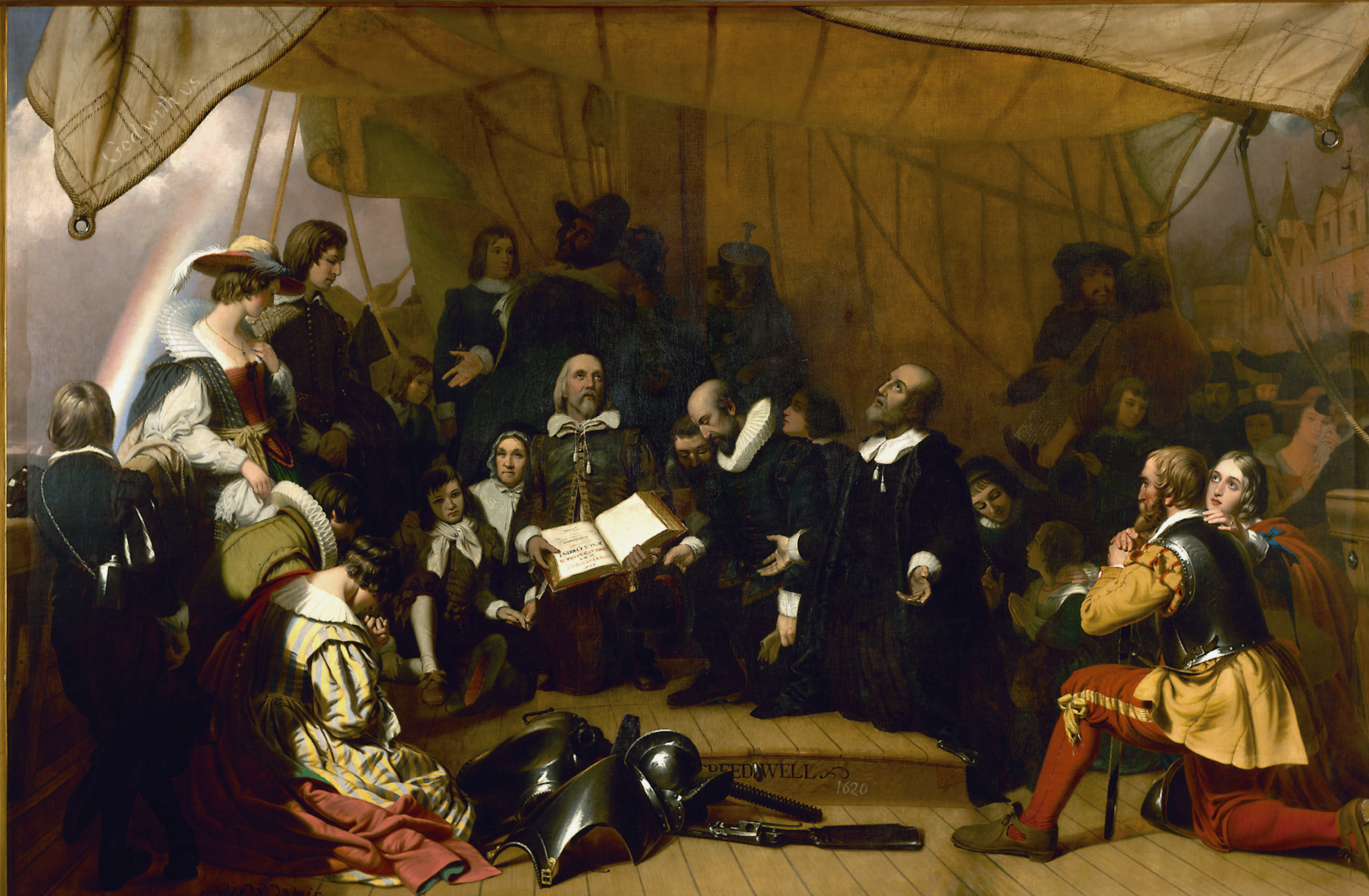
Отцы-пилигримы садятся на корабль.Роберт Вейр, 1844

После 1630 года в Плимутской колонии, ставшей позднее колонией Массачусетского залива, новые английские переселенцы-пуритане основали не менее дюжины небольших городков. Иммиграционная волна 1630—1643 годов доставила в Новую Англию около 20 тысяч человек; ещё не менее 45 тысяч поселились в колониях американского юга или на островах Центральной Америки.

## Тринадцать колоний
На протяжении 75 лет после появления в 1607 году первой английской колонии Виргиния возникло ещё 12 колоний — Нью-Гэмпшир, Массачусетс, Род-Айленд, Коннектикут, Нью-Амстердам, вскоре переименованный в Нью-Йорк, Нью-Джерси, Пенсильвания, Делавэр, Мэриленд, Северная Каролина, Южная Каролина и Джорджия.
Первые колонисты Северной Америки не отличались ни едиными религиозными убеждениями, ни равным социальным статусом. Например, незадолго до 1775 г. не менее трети населения Пенсильвании уже составляли немцы (лютеране), меннониты и представители других религиозных верований и сект. В Мериленде обосновались английские католики, в Южной Каролине осели французские гугеноты. Шведы заселили Делавэр, польские, немецкие и итальянские ремесленники предпочли Вирджинию. Из их числа фермерами вербовались наёмные рабочие. Колонисты часто оказывались беззащитными перед индейскими набегами, один из которых послужил в 1676 г. толчком к восстанию в Виргинии, известному как восстание Бэкона. Восстание завершилось безрезультатно после неожиданной смерти Бэкона от малярии и казни 14 наиболее активных его соратников.
Начиная с середины XVII века Великобритания старалась установить полный контроль над экономическими операциями американских колоний, реализуя схему, при которой все промышленные товары (от металлических пуговиц до рыболовецких судов) импортировались в колонии из метрополии в обмен на сырье и сельскохозяйственные товары. При этой схеме английские предприниматели равно как и английское правительство, было крайне не заинтересовано в развитии промышленности в колониях, а также в торговле колоний с кем бы то ни было, кроме метрополии.
Тем временем американская промышленность (главным образом в северных колониях) достигла значительных успехов. Особенно американские промышленники преуспели в постройке судов, что позволило быстро наладить торговлю с Вест-Индией и тем самым найти рынок сбыта для отечественной мануфактуры.
Английский парламент счёл эти успехи настолько угрожающими, что в 1750 году издал закон, запрещающий строить в колониях прокатные станы и железообрабатывающие мастерские. Внешняя торговля колоний также подвергалась притеснениям. В 1763 были приняты законы о судоходстве, по которым товары разрешалось ввозить и вывозить из американских колоний только на британских судах. Кроме того, все предназначенные для колоний товары должны были грузиться в Великобритании, независимо от того, откуда их везли. Таким образом метрополия старалась поставить всю внешнюю торговлю колоний под свой контроль. И это не считая множества пошлин и налоговых сборов на товары, которые колонисты собственноручно ввозили домой.

### Предпосылки войны за независимость
Ко второй половине XVIII века население американских колоний все явственнее выступало как общность людей, находившихся в конфронтации с метрополией. Значительную роль в этом сыграло развитие колониальной прессы. Первая американская газета появилась в апреле 1704 года, а к 1765 их было уже 25. Масла в огонь подлил Закон о Гербовом сборе, тяжело ударивший по американским издателям. Недовольство проявляли и американские промышленники и торговцы, крайне недовольные колониальной политикой метрополии. Присутствие английских войск (оставшихся там после семилетней войны) на территории колоний также вызывало недовольство колонистов. Все чаще звучали требования о предоставлении независимости.
Чувствуя серьёзность ситуации, как Великобритания, так и американская буржуазия искали решение, которое удовлетворило бы интересы как метрополии, так и колоний. Так, в 1754 по инициативе Бенджамина Франклина был выдвинут проект по созданию союза североамериканских колоний с собственным правительством, но во главе с президентом, назначаемым британским королём. Хотя проект и не предусматривал полной независимости колоний, у британского правительства он вызвал крайне негативную реакцию.
Все это стало предпосылками Войны за независимость США.
Канада
Основная статья: История Канады
В 1497 году несколько экспедиций на остров Ньюфаундленд, связанных с именами Каботов, положили начало притязаниям Англии на территорию современной Канады.
Первые колонии на территории современной Канады основали Франция и Великобритания.
В 1763 году по Парижскому договору Новая Франция перешла во владение Великобритании и стала провинцией Квебек. Британскими колониями были также Земля Руперта (район вокруг Гудзонова залива) и остров принца Эдварда. С этого момента вся Канада стала британской колонией на 200 лет.
Флорида
В 1763 году Испания передала Флориду Великобритании в обмен на контроль над Гаваной, которую англичане заняли во время Семилетней войны. Англичане разделили Флориду на Восточную и Западную и занялись привлечением переселенцев. Для этого переселенцам предлагали землю и финансовую поддержку.
В 1767 году северная граница Западной Флориды была существенно передвинута, так что Западная Флорида включила части современных территорий штатов Алабама и Миссисипи.
Во время войны за независимость США Великобритания сохранила контроль над Восточной Флоридой, но Испания смогла захватить Западную Флориду благодаря союзу с Францией, находящейся в состоянии войны с Англией. По Версальскому мирному договору 1783 года между Великобританией и Испанией вся Флорида отошла Испании

## Острова Карибского региона
Первые английские колонии появились на Бермудских островах (1612), островах Сент-Киттс (1623) и Барбадос (1627) и были затем использованы для колонизации других островов. В 1655 году под контролем англичан оказалась Ямайка, отнятая у Испанской империи.

## Центральная Америка
В 1631 году агенты англичан основали компанию «Провиденс» (Providence Company), президентом которой был граф Уорик, а секретарём — Джон Пим, заняли два небольших острова около Берега Москитов и установили дружеские отношения с местными жителями. С 1655 года по 1850 год Англия, а затем Великобритания, претендовали на протекторат над индейцами мискито, однако многочисленные попытки основать колонии были малоуспешными, и протекторат оспаривался Испанией, центральноамериканскими республиками и США. Возражения со стороны США были вызваны опасениями, что Англия получит преимущество в связи с предполагавшимся строительством канала между двумя океанами. В 1848 году захват города Грейтауна (сейчас называется Сан-Хуан-дель-Норте) индейцами мискито при поддержке англичан вызвал большой ажиотаж в США и чуть не привёл к войне. Однако подписанием договора Клейтон-Булвера 1850 года обе державы обязались не укреплять, не колонизировать и не доминировать ни над какой частью территории Центральной Америки. В 1859 году Великобритания передала протекторат Гондурасу.
Первая английская колония на берегу реки Белиз возникла в 1638 году. В середине XVII века были созданы и другие английские поселения. Позднее британские поселенцы занялись заготовками древесины кампешевого дерева, из которого извлекалось вещество, используемое при изготовлении красителей для тканей и имевшее большое значение для шерстопрядильной промышленности в Европе.

## Южная Америка
Долгое время Испания имела огромное количество колоний в Южной Америке. В основном это были территории бывшей империи Инков, захваченных Франсиско Писсаро.
В 1803 году Великобритания захватила голландские поселения в Гвиане, а в 1814 году по Венскому договору официально получила земли, объединённые в 1831 году под названием Британская Гвиана.
В январе 1765 британский капитан Джон Байрон исследовал остров Сондерс на восточной оконечности архипелага Фолклендские острова и заявил о присоединении его к Великобритании[9]. Находящуюся на Сондерсе бухту капитан Байрон назвал Порт-Эгмонт. Здесь в 1766 году капитан Макбрайд основал английское поселение. В том же году Испания приобрела у Бугенвиля французские владения на Фолклендах и, закрепив здесь свою власть в 1767 г., назначила губернатора. В 1770 году испанцы напали на Порт-Эгмонт и изгнали британцев с острова. Это привело к тому, что две страны оказались на грани войны, однако заключённый позднее мирный договор позволил британцам вернуться в Порт-Эгмонт в 1771 г., при этом ни Испания, ни Великобритания от своих притязаний на острова не отказались[9]. В 1774 году, в преддверии надвигавшейся Войны за независимость США, Великобритания в одностороннем порядке оставила многие свои заморские владения, включая Порт-Эгмонт. Покидая Фолкленды в 1776, британцы установили здесь памятную табличку в подтверждение своих прав на данную территорию. С 1776 до 1811 года на островах сохранялось испанское поселение, управляемое из Буэнос-Айреса как часть Вице-королевства Рио-де-ла-Плата. В 1811 испанцы покинули острова, также оставив здесь табличку в доказательство своих прав. После провозглашения независимости в 1816 Аргентина объявила Фолкленды своими. В январе 1833 британцы вновь высадились на Фолклендах и уведомили аргентинские власти о намерении восстановить свою власть на островах.

## Хронология основания колоний
Английские Колонии
1. 1607 — Виргиния (Джеймстаун)-В 1674 году захвачен индейцами
2. 1620 — Массачусетс (Плимут и Поселение бухты Массачусетс)
3. 1626 — Нью-Амстердам (Нью-Йорк с 1664 года)
4. 1633 — Мэриленд
5. 1636 — Род-Айленд
6. 1636 — Коннектикут
7. 1638 — Делавэр
8. 1638 — Нью-Гемпшир
9. 1653 — Северная Каролина
10. 1663 — Южная Каролина
11. 1664 — Нью-Джерси
12. 1682 — Пенсильвания
13. 1732 — Джорджия

### Французские колонии
К 1713 году Новая Франция достигала наибольших своих размеров. Она включала пять провинций:
- Акадия (современные Новая Шотландия и Нью-Брансуик).
- Гудзонов залив (современная Канада)
- Новая Земля
- Луизиана (центральная часть США, от Великих Озёр до Нового Орлеана), подразделённая на два административных региона: Нижняя Луизиана и Иллиноис (фр. le Pays des Illinois).

### Испанские колонии
Испанская колонизация Нового Света ведёт начало с открытия испанским мореплавателем Колумбом Америки в 1492 году, которую сам Колумб признал восточной частью Азии, восточным берегом или Китая, или Японии, или Индии, потому за этими землями закрепилось название Вест-Индия. Поиск нового пути в Индию продиктован развитием общества, промышленности и торговли, потребностью найти большие запасы золота, на которое резко взрос спрос. Тогда считалось, что в «стране пряностей» его должно быть много. Сменилась геополитическая обстановка в мире и старые восточные пути в Индию для европейцев, которые проходили теперь занятыми Османской империей землями стали более опасными и труднопроходимыми, тем временем была растущая потребность в реализации иной торговли с этим богатым краем. Тогда у некоторых уже были идеи, что земля круглая и что в Индию можно попасть с другой стороны Земли — плывя на запад от известного тогда мира. Колумб совершил 4 экспедиции в регион: первая — 1492 -1493 годы — открытие Саргассова моря, Багамских островов, Гаити, Кубы, Тортуги, основание первого селения, в котором он оставил 39 своих моряков. Все земли он объявил владениями Испании; вторая (1493—1496) годы — полное покорение Гаити, открытие Малых Антильских островов, Гваделупы, Виргинских островов, островов Пуэрто-Рико и Ямайки. Основание Санто-Доминго; третья (1498—1499) годы — открытие острова Тринидад, испанцы ступили на берег Южной Америки

### Португальские колонии
Колониальная Бразилия

### Нидерландские колонии
Новые Нидерланды

### Шведские колонии
Новая Швеция

### Русские колонии
- Аляска (1744—1867)
- Форт Росс (1812—1841)
- Елизаветинская крепость (Гавайи) (1816—1817)
- Алексей Чириков (1703—1748) — исследователь северо-западного побережья Северной Америки, севера Тихого океана и северо-восточного побережья Азии; помощник В. Беринга в 1-й и 2-й Камчатских экспедициях (1725—1730 и 1733—1741).
- Григорий Шелихов (1747—1795) которого называли «российским колумбом», создал первые русские поселения в Америке, основал торговую компанию, содействовал промыслу пушного зверя на северных островах Тихого Океана и на Аляске, вёл активную торговлю с местными жителями и содействовал исследованию и освоению Русской Америки.

### Мексиканские колонии
Испанская корона со временем поручила Мехико управлять архипелагом Филиппины в Азии. Таким образом, последние стали колонией колонии.